# Époye
Époye är en kommun i departementet Marne i regionen Grand Est (tidigare regionen Champagne-Ardenne) i nordöstra Frankrike. Kommunen ligger i kantonen Beine-Nauroy som tillhör arrondissementet Reims. År 2022 hade Époye 417 invånare.

## Befolkningsutveckling
Antalet invånare i kommunen Époye
| Referens: INSEE |